# Championnat du Brésil féminin de football 2016
Navigation
Édition précédente Édition suivante
La saison 2016 du Championnat du Brésil féminin de football Campeonato Brasileiro de Futebol Feminino de 2016 - Série A1 est la quatrième saison du championnat féminin au Brésil.

## Organisation
Les équipes qui participent à la quatrième saison de Serie A1 sont : le vainqueur de la Coupe du Brésil de football féminin 2015, le champion de l'édition 2015, les 8 meilleures équipes au classement féminin de la CBF et les 10 meilleures du championnat du Brésil de football masculin 2015. Ce dernier critère a été adopté pour encourager les grands clubs brésiliens à investir dans le football féminin.
Les vingt participants sont répartis en quatre groupe de cinq et se rencontrent une seule fois. Les deux premiers de chaque groupe sont qualifiés pour le tour suivant composé de deux groupes de quatre équipes. Les deux premiers de groupes s'affrontent ensuite avec un système d'élimination directe en matches aller-retour avec deux tours : demi-finale et finale.

## Compétition

### Première phase

#### Groupe 1
| Rang | Équipe               | Pts | J | G | N | P | Bp | Bc | Diff |
| ---- | -------------------- | --- | - | - | - | - | -- | -- | ---- |
| 1    | Ferroviária          | 10  | 4 | 3 | 1 | 0 | 8  | 4  | +4   |
| 2    | Iranduba da Amazônia | 8   | 4 | 2 | 2 | 0 | 8  | 2  | +6   |
| 3    | Santos               | 7   | 4 | 2 | 1 | 1 | 7  | 3  | +4   |
| 4    | Tiradentes           | 1   | 4 | 0 | 1 | 3 | 3  | 9  | -6   |
| 5    | Portuguesa           | 1   | 4 | 0 | 1 | 3 | 3  | 11 | -8   |

#### Groupe 2
| Rang | Équipe          | Pts  | J | G | N | P | Bp | Bc | Diff |
| ---- | --------------- | ---- | - | - | - | - | -- | -- | ---- |
| 1    | SC Corinthians  | 10   | 4 | 3 | 1 | 0 | 11 | 1  | +10  |
| 2    | Rio Preto       | 7    | 4 | 2 | 1 | 1 | 7  | 3  | +4   |
| 3    | América Mineiro | 4    | 4 | 1 | 1 | 2 | 2  | 6  | -4   |
| 4    | Vasco da Gama   | 1    | 4 | 0 | 1 | 3 | 1  | 12 | -11  |
| 5    | Centro Olímpico | -1-6 | 4 | 1 | 2 | 1 | 3  | 2  | +1   |

- Centro Olimpico a une pénalité de six points pour avoir aligné des joueuses non enregistrées.

#### Groupe 3
| Rang | Équipe        | Pts  | J | G | N | P | Bp | Bc | Diff |
| ---- | ------------- | ---- | - | - | - | - | -- | -- | ---- |
| 1    | Foz Cataratas | 12   | 4 | 4 | 0 | 0 | 11 | 1  | +10  |
| 2    | São José      | 9    | 4 | 3 | 0 | 1 | 17 | 7  | +10  |
| 3    | Caucaia       | 4    | 4 | 1 | 1 | 2 | 9  | 10 | -1   |
| 4    | EC Vitória    | 1    | 4 | 0 | 1 | 3 | 5  | 19 | -14  |
| 5    | Pinheirense   | -2-4 | 4 | 0 | 2 | 2 | 8  | 13 | -5   |

- Pinheirense a une pénalité de quatre points pour avoir aligné des joueuses non enregistrées.

#### Groupe 4
| Rang | Équipe                 | Pts | J | G | N | P | Bp | Bc | Diff |
| ---- | ---------------------- | --- | - | - | - | - | -- | -- | ---- |
| 1    | Flamengo               | 10  | 4 | 3 | 1 | 0 | 9  | 1  | +8   |
| 2    | São Francisco do Conde | 8   | 4 | 2 | 2 | 0 | 4  | 0  | +4   |
| 3    | Vitória das Tabocas    | 7   | 4 | 2 | 1 | 1 | 9  | 6  | +3   |
| 4    | Viana                  | 3   | 4 | 1 | 0 | 3 | 3  | 10 | -7   |
| 5    | Duque de Caxias        | 0   | 4 | 0 | 0 | 4 | 2  | 10 | -8   |

### Deuxième phase

#### Groupe 1
| Rang | Équipe                 | Pts | J | G | N | P | Bp | Bc | Diff |
| ---- | ---------------------- | --- | - | - | - | - | -- | -- | ---- |
| 1    | Rio Preto              | 16  | 6 | 5 | 1 | 0 | 17 | 2  | +15  |
| 2    | Ferroviária            | 6   | 6 | 2 | 0 | 4 | 12 | 10 | +2   |
| 3    | Foz Cataracas          | 6   | 6 | 1 | 3 | 2 | 5  | 10 | -5   |
| 4    | São Francisco do Conde | 5   | 6 | 1 | 2 | 3 | 5  | 17 | -12  |

#### Groupe 2
| Rang | Équipe               | Pts | J | G | N | P | Bp | Bc | Diff |
| ---- | -------------------- | --- | - | - | - | - | -- | -- | ---- |
| 1    | Flamengo             | 13  | 6 | 4 | 1 | 1 | 10 | 6  | +4   |
| 2    | São José             | 9   | 6 | 2 | 3 | 1 | 8  | 4  | +4   |
| 3    | SC Corinthians       | 8   | 6 | 2 | 2 | 2 | 12 | 8  | +4   |
| 4    | Iranduba da Amazônia | 2   | 6 | 0 | 2 | 4 | 5  | 17 | -12  |

### Phase finale

#### Demi finale
| Équipe      | Aller | Total | Retour | Équipe    |
| ----------- | ----- | ----- | ------ | --------- |
| São José    | 1 - 1 | 1 - 2 | 0 - 1  | Rio Preto |
| Ferroviária | 2 - 1 | 2 - 2 | 0 - 1  | Flamengo  |

- Flamengo est qualifié pour la finale grâce à la règle du but marqué à l'extérieur.

#### Finale
| Équipe    | Aller | Total | Retour | Équipe   |
| --------- | ----- | ----- | ------ | -------- |
| Rio Preto | 2 - 1 | 2 - 2 | 0- 1   | Flamengo |

- Flamengo remporte la finale grâce à la règle du but marqué à l'extérieur.

Flamengo remporte son premier titre.